# Dekanat Gorzów Wielkopolski – Chrystusa Króla
Dekanat Gorzów Wielkopolski-Chrystusa Króla – jeden z 30 dekanatów należący do zielonogórsko-gorzowskiej

## Parafie
- Deszczno – Parafia pw. Podwyższenia Krzyża Świętego
- Gorzów Wielkopolski – Parafia Chrystusa Króla w Gorzowie Wlkp.
- Gorzów Wielkopolski – Parafia Matki Bożej Różańcowej w Gorzowie Wlkp.
- Gorzów Wielkopolski – Parafia św. Józefa w Gorzowie Wlkp.
- Gralewo – Parafia pw. Podwyższenia Krzyża Świętego
- Stare Polichno – Parafia pw. św. Antoniego
- Ulim – Parafia pw. św. Andrzeja Boboli

## Zarząd dekanatu
- Dziekan: ks. Jerzy Piasecki (11.10.2022)
- Wicedziekan: ks. Waldemar Grzyb (11.10.2022)
- Ojciec duchowny: o. Piotr Kuczer OMI (23.10.2023)
- Dekanalny duszpasterz młodzieży i powołań: ks. Józef Suchan (06.09.2023)[1]